# Van Helsing (film)
Van Helsing este un film american de groază și de acțiune din 2004, scris, produs și regizat de Stephen Sommers. Distribuția îi include pe Hugh Jackman în rolul vânătorului de monștri Gabriel Van Helsing și Kate Beckinsale. Filmul este un omagiu adus filmelor cu monștri ale studioului Universal din anii 1930 și 1940 (de asemenea, produse de către Universal Studios), al căror fan era regizorul Stephen Sommers.
Personajul titular a fost inspirat de către Abraham Van Helsing din romanul Dracula al scriitorului irlandez Bram Stoker. Distribuit de către Universal Pictures, filmul include o serie de monștri cum ar fi Contele Dracula, monstrul lui Frankenstein (din romanul Frankenstein al lui Mary Shelley) și vârcolaci (din filmul Omul-lup) într-un mod asemănător cu filmele cu monștri produse de Universal în anii 1940, cum ar fi Frankenstein Meets the Wolf Man și House of Dracula.
Filmul, căruia criticii i-au făcut recenzii negative, a fost un succes comercial, aducând încasări de peste 300 milioane de dolari în toată lumea față de un buget de 160 de milioane $.

## Rezumat
În anul 1887, doctorul transilvănean Frankenstein (Samuel West) își aduce la viață monstrul (Shuler Hensley) cu ajutorul asistentului său diform Igor (Kevin J. O'Connor), și a Contelui Dracula (Richard Roxburgh). Dracula îl ucide pe Victor Frankenstein, după ce-i dezvăluise că el l-a ajutat doar pentru a se putea folosi de monstrul lui Frankenstein pentru a-și aduce la viață copiii strigoi. Monstrul lui Frankenstein fuge apoi la o moară de vânt, care este incendiată de mulțimea furioasă care-i urmărea. Mulțimea fuge atunci când sosesc Dracula și cele trei mirese ale sale, Verona (Silvia Colloca), Aleera (Elena Anaya) și Marishka (Josie Maran), pentru a jeli moartea lui Victor și șansa lor de a-și aduce copiii la viață.
Un an mai târziu, legendarul vânător de monștri Van Helsing îl vânează pe Dl. Hyde în Paris, deși confruntarea lor duce la moartea lui Hyde pe când se luptau pe clădirea catedralei Notre Dame. Van Helsing se întoarce la Vatican, unde îi informează pe cavalerii Sfântului Ordin, care ocrotesc lumea de rău. Van Helsing își pierduse memoria și fusese adăpostit de călugării din Vatican. Datoria lui Van Helsing este să învingă forțele răului și să îi aducă înapoi la Ordin, însă el nu reușește, deoarece el îi omoară de obicei, așa cum a făcut cu Dl. Hyde. Șeful său, cardinalul Jinette, îl trimite în Transilvania pentru a-l ucide pe Dracula. El trebuie, de asemenea, să prevină căderea în purgatoriu a ultimei persoane din familia Valerious; familia aceasta a încercat să-l omoare pe Dracula timp de nouă generații, însă au dat greș cu toții și au fost incapabili să intre în Rai din cauza unui jurământ făcut de un strămoș. Jinette îi dă lui Van Helsing și o bucată de hârtie ruptă, cu o inscripție în limba latină, cu un scop necunoscut, care este "Deum ac ianuamimbeat aperiri" și se traduce "În numele lui Dumnezeu, deschide această ușă". Avea și o insignă, care se potrivește cu emblema de pe inelul lui Van Helsing. Jinette îi spune că acolo e posibil să găsească "răspunsul căutat". Lui Van Helsing i se alătură Carl (David Wenham), un călugăr, care-i oferă sprijin și arme.
Sosind în Transilvania, cei doi o întâlnesc pe Anna Valerious (Kate Beckinsale), ultimul membru al familiei Valerious. Fratele ei, Velkan (Will Kemp), a fost ucis recent de un vârcolac. Van Helsing o salvează din ghearele mireselor lui Dracula, Verona, Aleera și Marishka, iar Van Helsing o ucide pe Marishka cu o săgeată de arbaletă udată cu apă sfințită. Anna îi duce pe cei doi la castelul ei, în care a locuit cândva Dracula, și îl găsesc pe Velkan, despre care Anna crezuse că fusese ucis, iar acum se transformase în vârcolac. După ce Velkan fuge, Van Helsing și Anna îl urmăresc la castelul lui Frankenstein, unde îl găsesc pe Dracula încercând să le dea viață copiilor săi, folosindu-l pe Velkan ca înlocuitor al monstrului. Anna îl eliberează pe Velkan, dar el devine iarăși vârcolac. Dracula îl înfruntă pe Van Helsing, recunoscându-l ca o persoană din trecutul său și adresându-i-se cu "Gabriel". Van Helsing își dă seama că Dracula nu poate fi ucis prin metodele convenționale de ucidere a vampirilor.
În timp ce se luptau să scape, Van Helsing și Anna cad într-o grotă în care îl găsesc pe monstrul lui Frankenstein în viață. Deși pledează ca monstrul să fie ucis pentru ca Dracula să nu-l poată folosi, Van Helsing decide să îl ducă la Roma pentru a-l ocroti. Ei folosesc două trăsuri pentru a-i induce în eroare pe Velkan și pe miresele care-i urmăreau. În timp ce treceau Munții Carpați, miresele și Velkan îi atacă. Trăsura se prăbușește o prăpastie și Verona încearcă să-l salveze pe monstru, dar deschizând ușa vede că aceasta era o momeală care conținea țăruși și explozibili; Verona este ucisă de un țăruș atunci când trăsuta explodează. Trăsură adevărată este atacată și Van Helsing îl împușcă pe Velkan, dar nu înainte ca Van Helsing să fie mușcat de el; când va avea loc următoarea lună plină, Van Helsing va deveni vârcolac. Anna este apoi capturată de Aleera și dusă la Budapesta.
În Budapesta, Van Helsing  îl ascunde pe monstru într-un cimitir înainte ca el și Carl să meargă să o salveze pe Anna, care este la un bal mascat pentru vampiri. Ei reușesc să o salveze, dar monstrul este capturat și dus cu o barcă. Scăpând din Palatul de Vară al lui Dracula, Van Helsing, Anna și Carl se întorc la castelul lui Frankenstein și află că tot echipamentul a dispărut. În castelul Annei, Carl îi explică faptul că Dracula a fost fiul strămoșului Annei. Dracula a fost ucis de "mâna stângă a lui Dumnezeu" în 1642, dar nu înainte de a face o înțelegere faustiană, care i-a oferit o nouă viață ca vampir. Carl îi explică faptul că, deși strămoșul Annei a făcut promisiunea de a-l ucide pe Dracula, el nu și-a putut ucide propriul fiu. În schimb, el l-a alungat pe Dracula într-o fortăreață de gheață de unde nu putea evada, însă Diavolul i-a dat aripi. Din fericire, strămoșul Annei a lăsat indicii prin castel, astfel încât generațiile viitoare să îl ucidă pe Dracula în locul său. Carl a găsit și un tablou al unui vârcolac și al unui vampir luptându-se, însă nu era în stare să explice de ce se mișcau. Van Helsing reușește să găsească ascunzătoarea lui Dracula trecând printr-un portal, deghizat ca o hartă de perete, care se redeschidea când citeau inscripția care lipsea, "În numele lui Dumnezeu, deschide ușa aceasta".
După ce intră, ei îl iau ostatec pe Igor și îl văd pe monstru dus la un experiment, dar nu îl pot elibera. Monstrul, înainte să dispară, le spune repede că Dracula are un leac pentru vârcolaci. Carl își dă seama că numai un vârcolac îl poate ucide pe Dracula și că el folosește vârcolaci pentru a-i îndeplini poruncile, dar are nevoie de un tratament pentru a-i face iarăși oameni în cazul în care ei se întorceau împotriva lui.
În drum spre laborator, Van Helsing îl eliberează pe monstru, însă este atacat de Dracula, având forma sa demonică adevărată, cu aripi. Anna și Carl iau leacul, dar sunt atacați de Aleera și Igor. Igor îl urmărește pe Carl, însă cade de pe un pod și moare. Monstrul o ține la distanță pe Aleera, dar nu pentru mult timp. Aleera o urmărește pe Anna tocmai când ea trecea podul. Carl îi aruncă un țăruș de argint Annei, cu care ea străpunge inima Aleerei. Van Helsing și Dracula se luptă sub formă de vârcolac și de liliac demonic, cu aripi. Dracula îi arată lui Van Helsing că este într-adevăr Arhanghelul Gabriel, "Mâna stângă a lui Dumnezeu", precum și cel care l-a ucis prima dată pe Dracula. El îi spune că poate să-i readucă amintirile pierdute lui Van Helsing, dar Van Helsing îi răspunde că unele lucruri este mai bine să fie uitate. Gabriel îl ucide pe Dracula, mușcându-l de gât. În acel moment, toți copiii lui Dracula mor și ei.
Anna sosește și îi injectează leacul lui Van Helsing, dar nu înainte ca el să o atace și să o rănească mortal. Anna este incinerată pe o stâncă, având vedere spre ocean, iar Van Helsing o vede pe ea și pe familia ei în Rai, iar familia are în sfârșit liniște. Monstrul pleacă pe ocean pe un pod plutitor. Van Helsing și Carl se întorc înapoi la Roma.

## Distribuție
- Hugh Jackman - Gabriel Van Helsing
- Kate Beckinsale - Anna Valerious
- Richard Roxburgh - Contele Vladislaus "Dracula" Dragulia
- David Wenham - călugărul Carl
- Will Kemp - Velkan Valerius / The Wolf Man
- Shuler Hensley - monstrul lui Frankenstein
- Silvia Colloca - Verona, cu păr negru, cea mai bătrână mireasă a lui Dracula
- Josie Maran - Marishka, blondă, cea de-a doua mireasă
- Elena Anaya - Aleera, roșcata, cea mai tânără mireasă
- Kevin J. O'Connor - Igor
- Alun Armstrong - cardinalul Jinette
- Samuel West - Dr. Victor Frankenstein
- Stephen Fisher - Dr. Jekyll
- Robbie Coltrane - vocea dl. Edward Hyde
- Tom Fisher - Top Hat

## Omagii aduse filmelor clasice de groază
Van Helsing aduce omagiu multor filme cu monștrii clasice de la Universal, în special celor care îl au ca personaj pe Dracula, pe monstrul Frankenstein și pe Omul-lup. Cel mai clar omagiu este scena de la început, în care se face trimitere la filmul original Frankenstein.
Aceasta este lista altor scene clasice din film.
- Prezentarea pe care și-o face Dracula este luată din "Dracula".
- Moara de vânt plină de alcool este din Mireasa lui Frankenstein.
- Lupta lui Van Helsing cu Dracula ca vârcolac este din lupta cu Dracula înfățișată de Larry Talbot în Abbott și Costello îl întâlnesc pe Frankenstein.
- Lupta monstrului cu una dintre miresele lui Dracula se bazează pe scena în care monstrul îl aruncă pe asistentul lui Dracula pe fereastră în Abbott și Costello îl întâlnesc pe Frankenstein.
- Poemul magic găsit în castel este din Omul-lup
- Vindecarea lui Van Helsing de faptul că era vârcolac și moartea Annei, care a rezultat din acest fapt, fac parte din scena în care Ilonka îl omoară pe Larry Talbot în Casa lui Frankenstein.
  - O parte din scena aceea apare și la moartea lui Velkan.
- Una dintre miresele lui Dracula e ucisă cu săgeți de arbaletă, ceea ce poate să fie inspirat din modul în care a decedat în film Fiica lui Dracula.
- Faptul că Dracula a plănuit să îl folosească pe monstrul lui Frankenstein pentru câștigul său personal este din scenariul filmului Abbott și Costello se întâlnesc cu Frankenstein.
- Monstrul a fost închis într-un bloc de gheață, ceea ce este din filmul Frankenstein se întâlnește cu Omul-lup și Casa lui Frankenstein.

## Alte medii
DVD-ul a fost scos pe piață în 19 octombrie 2004. Sommers a extins povestirea lui Van Helsing în două continuări. Continuarea animată cu titlul Van Helsing: Misiune la Londra are loc înainte de evenimentele principale din film, având în centru misiunea lui Van Helsing de a-l opri pe Jack Spintecătorul, care se dovedește a fi Dl. Hyde, care terorizează Londra. A existat și o ediție a revistei de benzi desenate cu titlul Van Helsing: de sub Rue Morgue, care urmărește aventurile lui Van Helsing concomitente cu evenimentele din film, imediat după moartea lui Jekyll/Hyde în Paris, însă înainte de întoarcerea lui Van Helsing la Roma. În acea aventură, Van Helsing are de-a face cu doctorul Moreau și mutanții săi hibrizi.
Un serial de televiziune, cu titlul Transilvania, a fost planificat, folosind decorurile de sat din film, însă din cauza vânzărilor scăzute la casele de bilete din S.U.A., criticilor aspre și a unui buget mare pentru fiecare episod, statutul actual al serialului nu mai este cunoscut. Serialul trebuia să aibă acțiunea în aceași perioadă ca și filmul și avea în prim plan povestea unui cowboy din Texas care devine șerif într-un sat din Transilvania, unde trebuie să păstrez pacea între două familii rivale, care aveau niște "gene monstruoase". Sommers a scris intriga și a supervizat scenariile a șase episoade.
Firma Jocuri Vivendi Universal a publicat și ea un joc video Van Helsing pentru PlayStation 2, Xbox și Game Boy Advance. Jocul are o intrigă similară celei din film, un mod de joc similar cu Devil May Cry și versiunile PS2 și Xbox au vocile multora dintre actori, inclusiv Hugh Jackman și Richard Roxburgh. Lavastorm Entertainment a produs un joc mobil care cuprinde intriga filmului, însă nu a fost bine primit de public.
O continuare care a mers direct pe DVD a fost propusă în 2007. Probabil că va avea o nouă distribuție și un buget mai mic decât filmul anterior.
S-a zvonit că această continuare va avea ca protagoniști pe Julian McMahon devenit faimos cu Nip/Tuck și Cei patru fantastici. Zvonurile indicau și că Omul invizibil și Creatura din Laguna Neagră vor fi răufăcători/monștri. Toate zvonurile despre o continuare au fost de atunci dezvăluite.
În 8 iulie 2008, film a fost relansat într-o ediție de 2 DVD-uri, discuri pentru colecție.

## Recepție
Filmul a avut premiera la 7 mai 2004. Filmul a avut încasări de 120.177.084 $ în SUA și de 300.257.475 $ în lumea întreagă. Această sumă reprezintă aproape dublul bugetului pe care l-a avut filmul. În ciuda acestui succes comercial, recenziile criticilor au fost în majoritate negative, iar filmul a fost clasificat de site-ul Rotten Tomatoes ca "Rotten", doar 23% dintre evaluări fiind pozitive.